# Novio a la vista
Pour plus de détails, voir Fiche technique et Distribution.
Novio a la vista est un film espagnol réalisé par Luis García Berlanga, sorti en 1954.

## Fiche technique
- Titre : Novio a la vista
- Réalisation : Luis García Berlanga
- Scénario : Luis García Berlanga, Juan Antonio Bardem,	Edgar Neville et José Luis Colina
- Montage : Pepita Orduna
- Musique : Juan Quintero Muñoz
- Pays de production : Espagne
- Format : Noir et blanc - 1,37:1 - Mono
- Genre : comédie
- Date de sortie : 1954

## Distribution
- Josette Arno : Loli
- Jorge Vico : Enrique García Hurtado
- Julia Caba Alba : Madre de Loli
- Antonio Riquelme (en) : Antonio Cortina
- Julia Lajos (en) : Mujer de Pepito
- Irene Caba Alba (en) : Señora de Cortina
- Fernando Aguirre : Amorós
- Alicia Altabella : Mujer misteriosa
- José Luis López Vázquez : Juanito Renovales
- Terele Pávez : Pecas
- José María Rodero (en)